# منلو (واشینگتن)
منلو (به انگلیسی: Menlo) یک منطقهٔ مسکونی در ایالات متحده آمریکا است که در شهرستان پاسیفیک، واشینگتن واقع شده‌است.